# Fotomuseo de Amberes
El Fotomuseo de Amberes (en neerlandés: FotoMuseum Antwerpen, también conocido como FoMu) es uno de los museos más destacados dedicados a la fotografía en Europa, situado en la ciudad belga de Amberes, en el distrito de Waalse Kaai.

## Historia
Aunque el museo fue inaugurado oficialmente como institución independiente el 24 de marzo de 2004, sus orígenes se remontan a 1965, cuando una exposición titulada 125 años de fotografía, celebrada en el Musée provincial de l'artisanat d'art Sterckshof (Museo Provincial de Artesanía Artística Sterckshof), despertó un fuerte interés por el medio fotográfico en el ámbito cultural belga.
Como resultado, en 1973 se creó dentro de dicho museo un Departamento de Fotografía y Cine. Poco después se adquirió la colección privada del coleccionista suizo Michel Auer, la cual fue ampliada posteriormente con parte de los fondos del Agfa Foto-Historama. Estas adquisiciones conformaron una colección de más de 5.000 cámaras fotográficas, más de 15.000 obras, incluyendo daguerrotipos y procesos fotográficos históricos, además de una extensa biblioteca especializada.
En 1980, el museo se trasladó temporalmente a una oficina en la calle Karel Oomsstraat, adoptando el nombre de Museum voor Fotografie. Finalmente, en 1986 fue instalado de manera definitiva en el edificio restaurado del antiguo almacén Pakhuis Vlaanderen, en el barrio de Zuid, dentro del distrito de Waalse Kaai.
Entre 1973 y 1992, los museos de Amberes estuvieron gestionados de forma centralizada bajo la administración del Museo Sterckshof. A partir de 1992, el sistema museístico de la ciudad se reorganizó en torno a cuatro instituciones temáticas especializadas: dinero, diamantes, textiles y fotografía.
A finales del siglo XX, el arquitecto Georges Baines llevó a cabo una importante renovación y ampliación del edificio del Fotomuseo, dotándolo de nuevas instalaciones y espacios adecuados para la conservación y exhibición de su colección.

## Colección y actividades
El FotoMuseum Antwerpen (FoMu) alberga obras de importantes figuras de la historia de la fotografía, como: 
- Charles Nègre
- Henri Le Secq
- Edmond Fierlants
- Alvin Langdon Coburn
- Leonard Misonne
- Edward Steichen
- Paul Strand
- Man Ray
- Brassaï
- Henri Cartier-Bresson
- Irving Penn
- William Klein
- Lee Friedlander
- Robert Adams
- Nicholas Nixon
- Lynne Cohen
- Carl De Keyzer
- Dirk Braeckman
- Andreas Gursky

Además de su colección permanente, el museo organiza exposiciones temporales, programas educativos, proyecciones, talleres y proyectos editoriales, posicionándose como un centro activo para la conservación, estudio y difusión de la imagen fotográfica.